# Léonore Perrus
Léonore Perrus (ur. 22 kwietnia 1984 w Paryżu) – francuska szablistka, wielokrotna medalistka mistrzostw świata i Europy.
W 2000 roku zdobyła brąz indywidualnie wśród kadetek na mistrzostwach świata juniorów w South Bend. Wynik ten powtórzyła na rozgrywanych rok później mistrzostwach świata juniorów w Gdańsku. Następnie zdobyła brązowy medal drużynowo na mistrzostwach świata juniorów w Antalyi w 2002 roku.
Podczas mistrzostw świata w Nowym Jorku w 2004 roku Francuzki w składzie: Anne-Lise Touya, Léonore Perrus i Cécile Argiolas zdobyły drużynowo brązowy medal. W tej samej konkurencji zdobywała następnie złote medale na mistrzostwach świata w Turynie (2006) i mistrzostwach świata w Petersburgu (2007), srebrny na mistrzostwach świata w Antalyi (2009) i brązowy na mistrzostwach świata w Paryżu (2010). Zajęła też między innymi szóste miejsce w rywalizacji indywidualnej na MŚ 2006
Wystartowała na igrzyskach olimpijskich w Atenach w 2004 roku, zajmując szóste miejsce w turnieju indywidualnym. Na rozgrywanych cztery lata później igrzyskach olimpijskich w Pekinie była czwarta drużynowo, a indywidualnie zajęła 19. miejsce. Brała też udział w igrzyskach olimpijskich w Londynie w 2012 roku, gdzie indywidualnie była siedemnasta.
Zdobyła srebro w szabli drużynowej na mistrzostwach Europy w Bourges. W rywalizacji drużynowej zdobyła też złote medale na mistrzostwach Europy w Zalaegerszeg (2005) i mistrzostwach Europy w Gandawie (2007) oraz brązowy na mistrzostwach Europy w Izmirze (2006).
W 2009 roku zdobyła srebrny medal igrzysk śródziemnomorskich w Pescarze.